# Одилон Клюнийский
Одило́н Клюнийский (лат. Odilo Cluniacensis; ок. 962 года — 1 января 1049 года) — католический святой, пятый по счёту аббат монастыря Клюни. Занимал пост настоятеля Клюнийского аббатства и главы Клюнийской конгрегации с 994 года до смерти.

## Биография
Одилон родился в 962 году, он происходил из знатного семейства из Оверни. В молодости поступил в семинарию в Бриуде, по окончании которой был рукоположён и принял монашеские обеты. В 991 году он вступил в Клюни и ещё до окончания годового новициата был назначен помощником аббата Майоля.
В 994 году незадолго до смерти Майоля, Одилон стал аббатом Клюни. Под его руководством монастырь и конгрегация, центром которой он был, быстро развивались. Современники отмечали как мягкий и милосердный характер настоятеля Клюни, но в то же время активность и организационные способности. Одилон деятельно продолжал Клюнийскую реформу по исправлению монашеской жизни, начатую его предшественниками. За время, пока Одилон был аббатом Клюни, к клюнийцам присоединилась большая часть французских и бургундских бенедиктинских монастырей, а также ряд испанских. Число монастырей в конгрегации при Одилоне выросло с 37 до 75. Из 38 новых клюнийских обителей 5 были построены с нуля и 33 были бенедиктинскими монастырями, принявшими Клюнийскую реформу.
Сам монастырь Клюни под руководством Одилона достиг пика своего расцвета. В монастыре шло широкомасштабное строительство, в том числе была построена базилика Клюни (известная как Клюни II). Монастырское строительство и сельскохозяйственные работы на монастырских землях обеспечивали работой множество людей. Особую славу приобрёл скрипторий Клюни и библиотека, ставшая при Одилоне одной из крупнейших в Европе.
Одилон укреплял связи Клюни со Святым Престолом. Он 9 раз путешествовал в Италию, где принимал участие в работе ряда церковных соборов. Папы Иоанн XIX и Бенедикт IX предлагали ему пост лионского архиепископа, но Одилон оба раза отказывался.
С 998 года он приобрёл влияние на императора Оттона III, а после его смерти в 1002 году завязал тесное знакомство с императором Генрихом II. Последний при помощи Одилона пытался способствовать продвижению клюнийских реформ в немецкие монастыри, стремясь ослабить их независимость, однако большого успеха не добился. В 1046 году Одилон присутствовал на коронации Генриха III в Риме.
Во время периодически возникавшего голода в двадцатых-тридцатых годах XI века активно занимался помощью нуждающимся и спас от голодной смерти тысячи человек. Большой заслугой Одилона стало введение понятия Мир Божий, под которым подразумевалось прекращение междоусобий в церковные праздники и особые периоды. Мир Божий, вскоре принятый всей Церковью, способствовал снижению количества междоусобиц и экономическому росту. Пользуясь своим авторитетом Одилон многократно выступал посредником и миротворцем в локальных конфликтах, прекратил большое количество феодальных междоусобиц.
Он установил День всех святых в Клюнийской конгрегации, впоследствии этот праздник стал общецерковным.
Одилон умер 1 января 1049 года во время визитации монастыря Совиньи.

## Труды
Из многочисленных трудов Одилона до нас дошла лишь часть: жизнеописание святой императрицы Адельгейды Бургундской, которую он хорошо знал; краткая биография его предшественника аббата Майоля и 4 гимна, посвящённые ему; панегирик императору Генриху II; а также ряд проповедей, гимнов и писем.

## Почитание
Одилон был похоронен в Совиньи и вскоре стал почитаться святым. В 1063 году Пётр Дамиани написал его краткое житие. В 1345 году папа Климент IV узаконил почитание Одилона в качестве святого. В 1793 году мощи святого Одилона были сожжены революционерами в рамках борьбы с религией.
День памяти святого Одилона в Католической церкви — 2 января, в ордене бенедиктинцев — 11 мая.